# Lista de municípios de São Paulo por IFDM
Esta é uma lista de municípios de São Paulo ordenados por Índice FIRJAN de Desenvolvimento Municipal (IFDM) conforme dados divulgados pelo Sistema FIRJAN em 2015 com base no ano de 2013.
O Índice FIRJAN de Desenvolvimento Municipal (IFDM) é um estudo anual criado para acompanhar o desenvolvimento humano, econômico e social dos municípios do Estado do Rio de Janeiro e do Brasil (5.565 no total), com base exclusivamente em estatísticas oficiais. Ele leva em conta três indicadores: emprego e renda como um único indicador e  educação e saúde como indicadores separados, cada qual com um conjunto respectivo de variáveis. Devido às suas características, a ferramenta tem servido como uma fotografia de políticas públicas e como fonte para "estudos nacionais e internacionais a respeito do desenvolvimento brasileiro". Mesmo porque seu resultado é capaz de retratar o nível de desenvolvimento de cada cidade e, assim, dar uma ideia sobre a qualidade de vida de seus cidadãos.
O IFDM é semelhante ao Índice de Desenvolvimento Humano (IDH), calculado pela ONU. Uma diferença entre ambos é que os dados do IFDM “podem ser coletados todo ano”, ao passo que os do IDH só são levantados uma vez por década, pois dependem de “dados do censo demográfico, realizado a cada 10 anos.”

## Categorias

Mapa do IFDM do Estado de São Paulo em 2013.Legenda:
Alto (190 municípios)
Moderado (452 municípios)
Regular (1 municípios)
Baixo (nenhum município)
Sem dados (2 município)

O índice varia de zero (valor mínimo) até 1 (valor máximo), sendo considerado:
- Alto, resultados superiores a 0,8 pontos;
- Moderado, resultados entre 0,6 e 0,8 pontos;
- Regular, resultados entre 0,4 e 0,6 pontos;
- Baixo, resultados inferiores a 0,4 pontos;

## Lista dos municípios
| Posição                  | Município                  | IFDM Consolidado (2013) |
| Desenvolvimento alto     | Desenvolvimento alto       | Desenvolvimento alto    |
| ------------------------ | -------------------------- | ----------------------- |
| 1º                       | São José do Rio Preto      | 0.9046                  |
| 2º                       | Indaiatuba                 | 0.9009                  |
| 3º                       | São Caetano do Sul         | 0.9006                  |
| 4º                       | Vinhedo                    | 0.8994                  |
| 5º                       | Votuporanga                | 0.8914                  |
| 6º                       | Paraguaçu Paulista         | 0.8907                  |
| 7º                       | Jundiaí                    | 0.8892                  |
| 8º                       | Santos                     | 0.8846                  |
| 9º                       | Araraquara                 | 0.8839                  |
| 10º                      | Itupeva                    | 0.8823                  |
| 11º                      | Barueri                    | 0.8795                  |
| 12º                      | Santana de Parnaíba        | 0.8794                  |
| 13º                      | São João da Boa Vista      | 0.8782                  |
| 14º                      | Ariranha                   | 0.8763                  |
| 15º                      | Franca                     | 0.8754                  |
| 16º                      | Amparo                     | 0.8748                  |
| 17º                      | Marília                    | 0.8730                  |
| 18º                      | Ribeirão Preto             | 0.8716                  |
| 19º                      | São Carlos                 | 0.8702                  |
| 20º                      | Mendonça                   | 0.8700                  |
| 21º                      | Matão                      | 0.8696                  |
| 22º                      | Atibaia                    | 0.8692                  |
| 23º                      | Santo André                | 0.8688                  |
| 24º                      | Botucatu                   | 0.8669                  |
| 25º                      | Barretos                   | 0.8638                  |
| 26º                      | Vista Alegre do Alto       | 0.8635                  |
| 27º                      | Itatiba                    | 0.8630                  |
| 28º                      | Pompeia                    | 0.8627                  |
| 29º                      | Mococa                     | 0.8626                  |
| 30º                      | José Bonifácio             | 0.8625                  |
| 31º                      | Jaguariúna                 | 0.8622                  |
| 32º                      | Mogi Mirim                 | 0.8616                  |
| 33º                      | Bebedouro                  | 0.8614                  |
| 34º                      | Americana                  | 0.8614                  |
| 35º                      | Cerquilho                  | 0.8588                  |
| 36º                      | Bauru                      | 0.8584                  |
| 37º                      | Sertãozinho                | 0.8584                  |
| 38º                      | Araras                     | 0.8580                  |
| 39º                      | Itapira                    | 0.8579                  |
| 40º                      | Catanduva                  | 0.8578                  |
| 41º                      | Bragança Paulista          | 0.8570                  |
| 42º                      | Pratânia                   | 0.8560                  |
| 43º                      | Junqueirópolis             | 0.8560                  |
| 44º                      | Presidente Prudente        | 0.8550                  |
| 45º                      | Olímpia                    | 0.8548                  |
| 46º                      | Piracicaba                 | 0.8548                  |
| 47º                      | Santa Fé do Sul            | 0.8543                  |
| 48º                      | Valinhos                   | 0.8535                  |
| 49º                      | Fernando Prestes           | 0.8530                  |
| 50º                      | Arujá                      | 0.8519                  |
| 51º                      | Sorocaba                   | 0.8516                  |
| 52º                      | Limeira                    | 0.8515                  |
| 53º                      | São José do Rio Pardo      | 0.8509                  |
| 54º                      | Boituva                    | 0.8508                  |
| 55º                      | Potirendaba                | 0.8502                  |
| 56º                      | São Paulo                  | 0.8492                  |
| 57º                      | Pedreira                   | 0.8478                  |
| 58º                      | Pederneiras                | 0.8466                  |
| 59º                      | Onda Verde                 | 0.8460                  |
| 60º                      | Iracemápolis               | 0.8451                  |
| 61º                      | Louveira                   | 0.8450                  |
| 62º                      | Novo Horizonte             | 0.8449                  |
| 63º                      | Cravinhos                  | 0.8448                  |
| 64º                      | Itu                        | 0.8447                  |
| 65º                      | Jarinu                     | 0.8447                  |
| 66º                      | Santa Cruz da Conceição    | 0.8443                  |
| 67º                      | Meridiano                  | 0.8437                  |
| 68º                      | Tatuí                      | 0.8435                  |
| 69º                      | Cedral                     | 0.8434                  |
| 70º                      | Cosmorama                  | 0.8432                  |
| 71º                      | Pirassununga               | 0.8432                  |
| 72º                      | Taguaí                     | 0.8426                  |
| 73º                      | Vargem Grande Paulista     | 0.8422                  |
| 74º                      | Fartura                    | 0.8419                  |
| 75º                      | Campinas                   | 0.8418                  |
| 76º                      | São Bernardo do Campo      | 0.8418                  |
| 77º                      | Nova Odessa                | 0.8417                  |
| 78º                      | Jaboticabal                | 0.8417                  |
| 79º                      | Ribeirão Pires             | 0.8415                  |
| 80º                      | Mogi Guaçu                 | 0.8414                  |
| 81º                      | Cabreúva                   | 0.8404                  |
| 82º                      | Lençóis Paulista           | 0.8399                  |
| 83º                      | Rio Claro                  | 0.8398                  |
| 84º                      | Guarulhos                  | 0.8389                  |
| 85º                      | Santa Gertrudes            | 0.8386                  |
| 86º                      | Cajamar                    | 0.8377                  |
| 87º                      | Jardinópolis               | 0.8369                  |
| 88º                      | Mogi das Cruzes            | 0.8367                  |
| 89º                      | Paraíso                    | 0.8367                  |
| 90º                      | Cotia                      | 0.8364                  |
| 91º                      | Jales                      | 0.8355                  |
| 92º                      | Ibitinga                   | 0.8336                  |
| 93º                      | Saltinho                   | 0.8336                  |
| 94º                      | Birigui                    | 0.8330                  |
| 95º                      | Itápolis                   | 0.8323                  |
| 96º                      | Monte Alto                 | 0.8321                  |
| 97º                      | Fernandópolis              | 0.8321                  |
| 98º                      | Borá                       | 0.8319                  |
| 99º                      | Águas de Lindóia           | 0.8315                  |
| 100º                     | Clementina                 | 0.8311                  |
| 101º                     | Araçatuba                  | 0.8305                  |
| 102º                     | Descalvado                 | 0.8301                  |
| 103º                     | Porto Feliz                | 0.8293                  |
| 104º                     | Salto                      | 0.8292                  |
| 105º                     | Santa Clara d'Oeste        | 0.8290                  |
| 106º                     | Caieiras                   | 0.8284                  |
| 107º                     | Tietê                      | 0.8284                  |
| 108º                     | Boraceia                   | 0.8282                  |
| 109º                     | Leme                       | 0.8282                  |
| 110º                     | Ilhabela                   | 0.8282                  |
| 111º                     | Diadema                    | 0.8281                  |
| 112º                     | Cordeirópolis              | 0.8275                  |
| 113º                     | Ibaté                      | 0.8274                  |
| 114º                     | Ourinhos                   | 0.8272                  |
| 115º                     | Guaíra                     | 0.8270                  |
| 116º                     | Osasco                     | 0.8264                  |
| 117º                     | Colina                     | 0.8246                  |
| 118º                     | Brejo Alegre               | 0.8240                  |
| 119º                     | Caçapava                   | 0.8234                  |
| 120º                     | Américo Brasiliense        | 0.8232                  |
| 121º                     | Palestina                  | 0.8226                  |
| 122º                     | Mirante do Paranapanema    | 0.8225                  |
| 123º                     | Bastos                     | 0.8218                  |
| 124º                     | Brotas                     | 0.8214                  |
| 125º                     | Bocaina                    | 0.8212                  |
| 126º                     | Santa Bárbara d'Oeste      | 0.8212                  |
| 127º                     | Sandovalina                | 0.8211                  |
| 128º                     | Nova Independência         | 0.8209                  |
| 129º                     | Suzanápolis                | 0.8205                  |
| 130º                     | Águas de São Pedro         | 0.8198                  |
| 131º                     | Palmital                   | 0.8197                  |
| 132º                     | Monções                    | 0.8196                  |
| 133º                     | Mirassol                   | 0.8183                  |
| 134º                     | Gavião Peixoto             | 0.8182                  |
| 135º                     | Hortolândia                | 0.8179                  |
| 136º                     | Assis                      | 0.8177                  |
| 137º                     | Santo Antônio do Aracanguá | 0.8171                  |
| 138º                     | Iacanga                    | 0.8165                  |
| 139º                     | Santa Cruz do Rio Pardo    | 0.8165                  |
| 140º                     | Taquaral                   | 0.8161                  |
| 141º                     | São Roque                  | 0.8160                  |
| 142º                     | Capivari                   | 0.8157                  |
| 143º                     | Bertioga                   | 0.8157                  |
| 144º                     | Santo Antônio do Jardim    | 0.8153                  |
| 145º                     | Elias Fausto               | 0.8151                  |
| 146º                     | Tarumã                     | 0.8150                  |
| 147º                     | Batatais                   | 0.8141                  |
| 148º                     | Cubatão                    | 0.8126                  |
| 149º                     | Pardinho                   | 0.8124                  |
| 150º                     | Embu das Artes             | 0.8122                  |
| 151º                     | Ouroeste                   | 0.8120                  |
| 152º                     | Piacatu                    | 0.8118                  |
| 153º                     | Pradópolis                 | 0.8116                  |
| 154º                     | Guaratinguetá              | 0.8114                  |
| 155º                     | Conchal                    | 0.8111                  |
| 156º                     | Regente Feijó              | 0.8110                  |
| 157º                     | Orindiúva                  | 0.8105                  |
| 158º                     | Taboão da Serra            | 0.8102                  |
| 159º                     | Bom Jesus dos Perdões      | 0.8101                  |
| 160º                     | Guararema                  | 0.8093                  |
| 161º                     | Casa Branca                | 0.8089                  |
| 162º                     | Nova Europa                | 0.8088                  |
| 163º                     | Serra Negra                | 0.8088                  |
| 164º                     | Ipeúna                     | 0.8079                  |
| 165º                     | Santo Antônio de Posse     | 0.8077                  |
| 166º                     | Dourado                    | 0.8076                  |
| 167º                     | Avaré                      | 0.8070                  |
| 168º                     | Itapetininga               | 0.8070                  |
| 169º                     | São José dos Campos        | 0.8060                  |
| 170º                     | Fernão                     | 0.8056                  |
| 171º                     | Jambeiro                   | 0.8055                  |
| 172º                     | Caraguatatuba              | 0.8049                  |
| 173º                     | Pontes Gestal              | 0.8048                  |
| 174º                     | Lucélia                    | 0.8043                  |
| 175º                     | Álvares Florence           | 0.8042                  |
| 176º                     | Votorantim                 | 0.8035                  |
| 177º                     | Itapeva                    | 0.8032                  |
| 178º                     | Porto Ferreira             | 0.8029                  |
| 179º                     | Jandira                    | 0.8028                  |
| 180º                     | Jumirim                    | 0.8019                  |
| 181º                     | Holambra                   | 0.8019                  |
| 182º                     | Planalto                   | 0.8017                  |
| 183º                     | São Manuel                 | 0.8011                  |
| 184º                     | Macatuba                   | 0.8010                  |
| 185º                     | Morro Agudo                | 0.8008                  |
| 186º                     | Santa Isabel               | 0.8008                  |
| 187º                     | Paulínia                   | 0.8005                  |
| 188º                     | Cândido Mota               | 0.8004                  |
| 189º                     | Altinópolis                | 0.8002                  |
| 190º                     | Garça                      | 0.8000                  |
| Desenvolvimento moderado |                            |                         |
| 191º                     | Andradina                  | 0.7995                  |
| 192º                     | Tanabi                     | 0.7991                  |
| 193º                     | Rancharia                  | 0.7986                  |
| 194º                     | Zacarias                   | 0.7982                  |
| 195º                     | Várzea Paulista            | 0.7981                  |
| 196º                     | Buritizal                  | 0.7977                  |
| 197º                     | Jaú                        | 0.7976                  |
| 198º                     | São Lourenço da Serra      | 0.7975                  |
| 199º                     | Ubarana                    | 0.7970                  |
| 200º                     | Guararapes                 | 0.7968                  |
| 201º                     | Cruzeiro                   | 0.7967                  |
| 202º                     | Teodoro Sampaio            | 0.7963                  |
| 203º                     | Barra Bonita               | 0.7963                  |
| 204º                     | Bilac                      | 0.7957                  |
| 205º                     | Registro                   | 0.7956                  |
| 206º                     | Gabriel Monteiro           | 0.7954                  |
| 207º                     | Tupã                       | 0.7952                  |
| 208º                     | Pereira Barreto            | 0.7950                  |
| 209º                     | Turmalina                  | 0.7950                  |
| 210º                     | Taquaritinga               | 0.7950                  |
| 211º                     | Corumbataí                 | 0.7948                  |
| 212º                     | Santa Salete               | 0.7947                  |
| 213º                     | Lins                       | 0.7940                  |
| 214º                     | Taquarituba                | 0.7939                  |
| 215º                     | Bálsamo                    | 0.7930                  |
| 216º                     | Itanhaém                   | 0.7928                  |
| 217º                     | Praia Grande               | 0.7928                  |
| 218º                     | Santa Albertina            | 0.7923                  |
| 219º                     | São Sebastião              | 0.7922                  |
| 220º                     | Narandiba                  | 0.7920                  |
| 221º                     | Ilha Comprida              | 0.7918                  |
| 222º                     | Itapevi                    | 0.7915                  |
| 223º                     | Suzano                     | 0.7912                  |
| 224º                     | Estrela d'Oeste            | 0.7909                  |
| 225º                     | Echaporã                   | 0.7909                  |
| 226º                     | Ipiguá                     | 0.7908                  |
| 227º                     | Penápolis                  | 0.7906                  |
| 228º                     | Laranjal Paulista          | 0.7904                  |
| 229º                     | Luís Antônio               | 0.7898                  |
| 230º                     | Taubaté                    | 0.7896                  |
| 231º                     | Guapiaçu                   | 0.7892                  |
| 232º                     | Pereiras                   | 0.7890                  |
| 233º                     | Monteiro Lobato            | 0.7890                  |
| 234º                     | Itatinga                   | 0.7888                  |
| 235º                     | Ituverava                  | 0.7887                  |
| 236º                     | Nazaré Paulista            | 0.7885                  |
| 237º                     | Aparecida                  | 0.7884                  |
| 238º                     | Itajobi                    | 0.7879                  |
| 239º                     | Aspásia                    | 0.7873                  |
| 240º                     | Bady Bassitt               | 0.7872                  |
| 241º                     | Cândido Rodrigues          | 0.7871                  |
| 242º                     | Sumaré                     | 0.7869                  |
| 243º                     | Valentim Gentil            | 0.7869                  |
| 244º                     | Trabiju                    | 0.7866                  |
| 245º                     | Poá                        | 0.7864                  |
| 246º                     | Monte Azul Paulista        | 0.7863                  |
| 247º                     | Osvaldo Cruz               | 0.7858                  |
| 248º                     | Quatá                      | 0.7853                  |
| 249º                     | Campo Limpo Paulista       | 0.7849                  |
| 250º                     | Angatuba                   | 0.7844                  |
| 251º                     | Mairiporã                  | 0.7841                  |
| 252º                     | Ribeirão do Sul            | 0.7841                  |
| 253º                     | Carapicuíba                | 0.7839                  |
| 254º                     | Adolfo                     | 0.7836                  |
| 255º                     | Guaraci                    | 0.7832                  |
| 256º                     | Adamantina                 | 0.7827                  |
| 257º                     | Glicério                   | 0.7827                  |
| 258º                     | Rio das Pedras             | 0.7825                  |
| 259º                     | Pontal                     | 0.7822                  |
| 260º                     | Itirapina                  | 0.7821                  |
| 261º                     | Santa Maria da Serra       | 0.7820                  |
| 262º                     | Lindóia                    | 0.7819                  |
| 263º                     | Dumont                     | 0.7817                  |
| 264º                     | Pindamonhangaba            | 0.7816                  |
| 265º                     | Colômbia                   | 0.7816                  |
| 266º                     | Orlândia                   | 0.7814                  |
| 267º                     | Mairinque                  | 0.7813                  |
| 268º                     | Socorro                    | 0.7807                  |
| 269º                     | Queiroz                    | 0.7806                  |
| 270º                     | Torre de Pedra             | 0.7799                  |
| 271º                     | Igaratá                    | 0.7798                  |
| 272º                     | Ubirajara                  | 0.7797                  |
| 273º                     | Artur Nogueira             | 0.7795                  |
| 274º                     | Rafard                     | 0.7794                  |
| 275º                     | Santópolis do Aguapeí      | 0.7787                  |
| 276º                     | Pirapozinho                | 0.7776                  |
| 277º                     | Tabatinga                  | 0.7773                  |
| 278º                     | Parisi                     | 0.7770                  |
| 279º                     | Guarujá                    | 0.7769                  |
| 280º                     | Roseira                    | 0.7767                  |
| 281º                     | Marapoama                  | 0.7763                  |
| 282º                     | Promissão                  | 0.7762                  |
| 283º                     | Cássia dos Coqueiros       | 0.7761                  |
| 284º                     | Vargem Grande do Sul       | 0.7761                  |
| 285º                     | Santa Lúcia                | 0.7755                  |
| 286º                     | Nova Campina               | 0.7753                  |
| 287º                     | Sud Mennucci               | 0.7750                  |
| 288º                     | Espírito Santo do Pinhal   | 0.7743                  |
| 289º                     | Santa Rita d'Oeste         | 0.7741                  |
| 290º                     | Dracena                    | 0.7741                  |
| 291º                     | Ubatuba                    | 0.7738                  |
| 292º                     | Lucianópolis               | 0.7735                  |
| 293º                     | São Joaquim da Barra       | 0.7730                  |
| 294º                     | Embaúba                    | 0.7729                  |
| 295º                     | Nova Guataporanga          | 0.7728                  |
| 296º                     | Inúbia Paulista            | 0.7728                  |
| 297º                     | Rinópolis                  | 0.7725                  |
| 298º                     | Anhembi                    | 0.7724                  |
| 299º                     | Bariri                     | 0.7721                  |
| 300º                     | Jaci                       | 0.7720                  |
| 301º                     | Campos do Jordão           | 0.7714                  |
| 302º                     | Jacupiranga                | 0.7710                  |
| 303º                     | Elisiário                  | 0.7710                  |
| 304º                     | Agudos                     | 0.7705                  |
| 305º                     | São Sebastião da Grama     | 0.7703                  |
| 306º                     | Auriflama                  | 0.7700                  |
| 307º                     | Brodowski                  | 0.7699                  |
| 308º                     | Embu-Guaçu                 | 0.7695                  |
| 309º                     | Nantes                     | 0.7689                  |
| 310º                     | Nova Aliança               | 0.7687                  |
| 311º                     | Patrocínio Paulista        | 0.7680                  |
| 312º                     | Arealva                    | 0.7678                  |
| 313º                     | Pilar do Sul               | 0.7677                  |
| 314º                     | Icém                       | 0.7676                  |
| 315º                     | São Miguel Arcanjo         | 0.7672                  |
| 316º                     | Pirapora do Bom Jesus      | 0.7671                  |
| 317º                     | Itapuí                     | 0.7670                  |
| 318º                     | São Vicente                | 0.7669                  |
| 319º                     | Capão Bonito               | 0.7667                  |
| 320º                     | Pracinha                   | 0.7666                  |
| 321º                     | Macaubal                   | 0.7665                  |
| 322º                     | Paranapanema               | 0.7656                  |
| 323º                     | Guariba                    | 0.7655                  |
| 324º                     | Mineiros do Tietê          | 0.7654                  |
| 325º                     | Juquitiba                  | 0.7654                  |
| 326º                     | Pedrinhas Paulista         | 0.7653                  |
| 327º                     | Franco da Rocha            | 0.7643                  |
| 328º                     | Rubineia                   | 0.7637                  |
| 329º                     | Tapiratiba                 | 0.7630                  |
| 330º                     | Santa Cruz das Palmeiras   | 0.7626                  |
| 331º                     | Mauá                       | 0.7622                  |
| 332º                     | Jacareí                    | 0.7618                  |
| 333º                     | Igarapava                  | 0.7614                  |
| 334º                     | Peruíbe                    | 0.7612                  |
| 335º                     | Borebi                     | 0.7611                  |
| 336º                     | Itararé                    | 0.7604                  |
| 337º                     | Joanópolis                 | 0.7602                  |
| 338º                     | Campos Novos Paulista      | 0.7601                  |
| 339º                     | Cristais Paulista          | 0.7601                  |
| 340º                     | Mirassolândia              | 0.7594                  |
| 341º                     | Santa Branca               | 0.7589                  |
| 342º                     | Borborema                  | 0.7588                  |
| 343º                     | Buri                       | 0.7582                  |
| 344º                     | Dolcinópolis               | 0.7573                  |
| 345º                     | Alfredo Marcondes          | 0.7561                  |
| 346º                     | Nuporanga                  | 0.7553                  |
| 347º                     | Urupês                     | 0.7548                  |
| 348º                     | Pinhalzinho                | 0.7542                  |
| 349º                     | Bernardino de Campos       | 0.7542                  |
| 350º                     | Cachoeira Paulista         | 0.7541                  |
| 351º                     | Américo de Campos          | 0.7538                  |
| 352º                     | Serrana                    | 0.7537                  |
| 353º                     | Severínia                  | 0.7537                  |
| 354º                     | Ribeirão Corrente          | 0.7536                  |
| 355º                     | Piracaia                   | 0.7531                  |
| 356º                     | Urânia                     | 0.7529                  |
| 357º                     | Morungaba                  | 0.7523                  |
| 358º                     | Cosmópolis                 | 0.7512                  |
| 359º                     | Lorena                     | 0.7507                  |
| 360º                     | Ocauçu                     | 0.7501                  |
| 361º                     | Mongaguá                   | 0.7500                  |
| 362º                     | Guareí                     | 0.7494                  |
| 363º                     | Avaí                       | 0.7492                  |
| 364º                     | Salto de Pirapora          | 0.7491                  |
| 365º                     | Altair                     | 0.7491                  |
| 366º                     | Nova Castilho              | 0.7483                  |
| 367º                     | Pauliceia                  | 0.7479                  |
| 368º                     | Monte Alegre do Sul        | 0.7478                  |
| 369º                     | Tupi Paulista              | 0.7476                  |
| 370º                     | Alto Alegre                | 0.7474                  |
| 371º                     | Nova Granada               | 0.7472                  |
| 372º                     | Catiguá                    | 0.7472                  |
| 373º                     | Ilha Solteira              | 0.7471                  |
| 374º                     | Itaí                       | 0.7471                  |
| 375º                     | Monte Mor                  | 0.7470                  |
| 376º                     | São Pedro do Turvo         | 0.7467                  |
| 377º                     | Tarabai                    | 0.7467                  |
| 378º                     | Pitangueiras               | 0.7466                  |
| 379º                     | Cesário Lange              | 0.7463                  |
| 380º                     | Pindorama                  | 0.7463                  |
| 381º                     | Mira Estrela               | 0.7462                  |
| 382º                     | Motuca                     | 0.7461                  |
| 383º                     | Presidente Venceslau       | 0.7461                  |
| 384º                     | Divinolândia               | 0.7460                  |
| 385º                     | Araçoiaba da Serra         | 0.7457                  |
| 386º                     | Uchoa                      | 0.7457                  |
| 387º                     | Santo Antônio da Alegria   | 0.7455                  |
| 388º                     | Quintana                   | 0.7455                  |
| 389º                     | Charqueada                 | 0.7451                  |
| 390º                     | Guatapará                  | 0.7450                  |
| 391º                     | Buritama                   | 0.7438                  |
| 392º                     | Monte Castelo              | 0.7434                  |
| 393º                     | Canitar                    | 0.7433                  |
| 394º                     | Araçariguama               | 0.7433                  |
| 395º                     | Neves Paulista             | 0.7430                  |
| 396º                     | Sales Oliveira             | 0.7430                  |
| 397º                     | Tabapuã                    | 0.7430                  |
| 398º                     | Boa Esperança do Sul       | 0.7424                  |
| 399º                     | Indiaporã                  | 0.7422                  |
| 400º                     | Uru                        | 0.7419                  |
| 401º                     | São Pedro                  | 0.7414                  |
| 402º                     | Santa Adélia               | 0.7414                  |
| 403º                     | Sabino                     | 0.7408                  |
| 404º                     | Arandu                     | 0.7405                  |
| 405º                     | Jaborandi                  | 0.7405                  |
| 406º                     | Estrela do Norte           | 0.7403                  |
| 407º                     | Alvinlândia                | 0.7402                  |
| 408º                     | Analândia                  | 0.7396                  |
| 409º                     | Taquarivaí                 | 0.7390                  |
| 410º                     | Barrinha                   | 0.7386                  |
| 411º                     | Lupércio                   | 0.7385                  |
| 412º                     | Pedra Bela                 | 0.7383                  |
| 413º                     | Rubiácea                   | 0.7382                  |
| 414º                     | Conchas                    | 0.7377                  |
| 415º                     | Tambaú                     | 0.7370                  |
| 416º                     | Presidente Alves           | 0.7369                  |
| 417º                     | Martinópolis               | 0.7366                  |
| 418º                     | Torrinha                   | 0.7364                  |
| 419º                     | Sebastianópolis do Sul     | 0.7358                  |
| 420º                     | Engenheiro Coelho          | 0.7356                  |
| 421º                     | Dois Córregos              | 0.7355                  |
| 422º                     | Anhumas                    | 0.7352                  |
| 423º                     | Viradouro                  | 0.7351                  |
| 424º                     | Itapecerica da Serra       | 0.7351                  |
| 425º                     | Apiaí                      | 0.7350                  |
| 426º                     | Oscar Bressane             | 0.7347                  |
| 427º                     | Alumínio                   | 0.7347                  |
| 428º                     | Itapura                    | 0.7346                  |
| 429º                     | Avanhandava                | 0.7342                  |
| 430º                     | Vargem                     | 0.7341                  |
| 431º                     | Ibirá                      | 0.7340                  |
| 432º                     | Bento de Abreu             | 0.7334                  |
| 433º                     | Vera Cruz                  | 0.7332                  |
| 434º                     | Ipuã                       | 0.7332                  |
| 435º                     | Rifaina                    | 0.7332                  |
| 436º                     | Ribeirão Bonito            | 0.7324                  |
| 437º                     | Panorama                   | 0.7322                  |
| 438º                     | Cajobi                     | 0.7321                  |
| 439º                     | Cruzália                   | 0.7319                  |
| 440º                     | Itaju                      | 0.7318                  |
| 441º                     | Ribeirão Grande            | 0.7317                  |
| 442º                     | Lavínia                    | 0.7317                  |
| 443º                     | Guaraçaí                   | 0.7316                  |
| 444º                     | Sarapuí                    | 0.7314                  |
| 445º                     | Rio Grande da Serra        | 0.7313                  |
| 446º                     | Santana da Ponte Pensa     | 0.7311                  |
| 447º                     | Timburi                    | 0.7297                  |
| 448º                     | Mombuca                    | 0.7292                  |
| 449º                     | Guarantã                   | 0.7287                  |
| 450º                     | Capela do Alto             | 0.7287                  |
| 451º                     | Indiana                    | 0.7283                  |
| 452º                     | Barbosa                    | 0.7281                  |
| 453º                     | São Simão                  | 0.7276                  |
| 454º                     | Manduri                    | 0.7270                  |
| 455º                     | Bofete                     | 0.7266                  |
| 456º                     | São João do Pau-d'Alho     | 0.7265                  |
| 457º                     | Piraju                     | 0.7260                  |
| 458º                     | Águas de Santa Bárbara     | 0.7260                  |
| 459º                     | Paulistânia                | 0.7257                  |
| 460º                     | Vitória Brasil             | 0.7245                  |
| 461º                     | Santa Ernestina            | 0.7245                  |
| 462º                     | Florínea                   | 0.7243                  |
| 463º                     | Platina                    | 0.7241                  |
| 464º                     | Bom Sucesso de Itararé     | 0.7237                  |
| 465º                     | Porangaba                  | 0.7234                  |
| 466º                     | Areiópolis                 | 0.7228                  |
| 467º                     | Cajati                     | 0.7224                  |
| 468º                     | Taciba                     | 0.7224                  |
| 469º                     | Caiabu                     | 0.7218                  |
| 470º                     | Terra Roxa                 | 0.7216                  |
| 471º                     | Arco-Íris                  | 0.7209                  |
| 472º                     | Parapuã                    | 0.7207                  |
| 473º                     | Turiúba                    | 0.7202                  |
| 474º                     | Restinga                   | 0.7201                  |
| 475º                     | Ribeira                    | 0.7197                  |
| 476º                     | Macedônia                  | 0.7190                  |
| 477º                     | Valparaíso                 | 0.7188                  |
| 478º                     | Taiaçu                     | 0.7184                  |
| 479º                     | Três Fronteiras            | 0.7178                  |
| 480º                     | São Francisco              | 0.7173                  |
| 481º                     | Aguaí                      | 0.7168                  |
| 482º                     | Gália                      | 0.7165                  |
| 483º                     | Mirandópolis               | 0.7163                  |
| 484º                     | Populina                   | 0.7159                  |
| 485º                     | Tuiuti                     | 0.7153                  |
| 486º                     | Campina do Monte Alegre    | 0.7142                  |
| 487º                     | Paranapuã                  | 0.7140                  |
| 488º                     | Santo Antônio do Pinhal    | 0.7137                  |
| 489º                     | Pariquera-Açu              | 0.7135                  |
| 490º                     | Barra do Chapéu            | 0.7129                  |
| 491º                     | Itaoca                     | 0.7129                  |
| 492º                     | Santa Cruz da Esperança    | 0.7125                  |
| 493º                     | Paraibuna                  | 0.7115                  |
| 494º                     | Ipaussu                    | 0.7107                  |
| 495º                     | Taiuva                     | 0.7096                  |
| 496º                     | Cajuru                     | 0.7095                  |
| 497º                     | Flórida Paulista           | 0.7094                  |
| 498º                     | Riolândia                  | 0.7092                  |
| 499º                     | Iepê                       | 0.7090                  |
| 500º                     | Cardoso                    | 0.7088                  |
| 501º                     | Floreal                    | 0.7082                  |
| 502º                     | Itapirapuã Paulista        | 0.7081                  |
| 503º                     | Luiziânia                  | 0.7077                  |
| 504º                     | Flora Rica                 | 0.7074                  |
| 505º                     | Eldorado                   | 0.7073                  |
| 506º                     | Rincão                     | 0.7073                  |
| 507º                     | Aramina                    | 0.7071                  |
| 508º                     | Itirapuã                   | 0.7066                  |
| 509º                     | Rosana                     | 0.7062                  |
| 510º                     | Redenção da Serra          | 0.7060                  |
| 511º                     | Presidente Epitácio        | 0.7056                  |
| 512º                     | Quadra                     | 0.7054                  |
| 513º                     | Santa Rita do Passa Quatro | 0.7051                  |
| 514º                     | Lutécia                    | 0.7032                  |
| 515º                     | Tapiraí                    | 0.7029                  |
| 516º                     | Aparecida d'Oeste          | 0.7029                  |
| 517º                     | Alambari                   | 0.7028                  |
| 518º                     | Dobrada                    | 0.7027                  |
| 519º                     | Irapuru                    | 0.7023                  |
| 520º                     | Serra Azul                 | 0.7021                  |
| 521º                     | General Salgado            | 0.7013                  |
| 522º                     | Piratininga                | 0.7012                  |
| 523º                     | Pirangi                    | 0.7007                  |
| 524º                     | Piquerobi                  | 0.7006                  |
| 525º                     | Coroados                   | 0.7001                  |
| 526º                     | Santa Mercedes             | 0.7001                  |
| 527º                     | Iacri                      | 0.7000                  |
| 528º                     | Coronel Macedo             | 0.6998                  |
| 529º                     | Itariri                    | 0.6996                  |
| 530º                     | Canas                      | 0.6992                  |
| 531º                     | Presidente Bernardes       | 0.6990                  |
| 532º                     | Cafelândia                 | 0.6989                  |
| 533º                     | Itobi                      | 0.6988                  |
| 534º                     | Jeriquara                  | 0.6985                  |
| 535º                     | Álvares Machado            | 0.6983                  |
| 536º                     | Maracaí                    | 0.6972                  |
| 537º                     | Barão de Antonina          | 0.6967                  |
| 538º                     | Guaimbê                    | 0.6962                  |
| 539º                     | Castilho                   | 0.6961                  |
| 540º                     | Nova Canaã Paulista        | 0.6960                  |
| 541º                     | Cunha                      | 0.6950                  |
| 542º                     | Sagres                     | 0.6949                  |
| 543º                     | Poloni                     | 0.6943                  |
| 544º                     | Duartina                   | 0.6942                  |
| 545º                     | Salesópolis                | 0.6939                  |
| 546º                     | Magda                      | 0.6934                  |
| 547º                     | Ferraz de Vasconcelos      | 0.6933                  |
| 548º                     | Oriente                    | 0.6933                  |
| 549º                     | Itaporanga                 | 0.6933                  |
| 550º                     | Piedade                    | 0.6930                  |
| 551º                     | Novais                     | 0.6923                  |
| 552º                     | Barra do Turvo             | 0.6922                  |
| 553º                     | Nhandeara                  | 0.6921                  |
| 554º                     | Iporanga                   | 0.6914                  |
| 555º                     | Francisco Morato           | 0.6910                  |
| 556º                     | Ribeirão Branco            | 0.6902                  |
| 557º                     | Caconde                    | 0.6902                  |
| 558º                     | Tejupá                     | 0.6897                  |
| 559º                     | Piquete                    | 0.6893                  |
| 560º                     | Águas da Prata             | 0.6881                  |
| 561º                     | Palmeira d'Oeste           | 0.6875                  |
| 562º                     | Pedranópolis               | 0.6867                  |
| 563º                     | Miguelópolis               | 0.6848                  |
| 564º                     | Herculândia                | 0.6847                  |
| 565º                     | Dirce Reis                 | 0.6846                  |
| 566º                     | Marinópolis                | 0.6844                  |
| 567º                     | Guarani d'Oeste            | 0.6843                  |
| 568º                     | Guapiara                   | 0.6839                  |
| 569º                     | São José da Bela Vista     | 0.6823                  |
| 570º                     | Itaberá                    | 0.6811                  |
| 571º                     | Ibiúna                     | 0.6810                  |
| 572º                     | Guzolândia                 | 0.6806                  |
| 573º                     | Silveiras                  | 0.6805                  |
| 574º                     | Lourdes                    | 0.6799                  |
| 575º                     | João Ramalho               | 0.6798                  |
| 576º                     | Cerqueira César            | 0.6779                  |
| 577º                     | Itaquaquecetuba            | 0.6770                  |
| 578º                     | Estiva Gerbi               | 0.6769                  |
| 579º                     | Sales                      | 0.6766                  |
| 580º                     | Pedregulho                 | 0.6765                  |
| 581º                     | Pontalinda                 | 0.6759                  |
| 582º                     | Guará                      | 0.6757                  |
| 583º                     | Salto Grande               | 0.6750                  |
| 584º                     | Iguape                     | 0.6747                  |
| 585º                     | Cananéia                   | 0.6743                  |
| 586º                     | Iaras                      | 0.6730                  |
| 587º                     | Santo Expedito             | 0.6723                  |
| 588º                     | Pedro de Toledo            | 0.6718                  |
| 589º                     | São Luís do Paraitinga     | 0.6705                  |
| 590º                     | Euclides da Cunha Paulista | 0.6697                  |
| 591º                     | Juquiá                     | 0.6696                  |
| 592º                     | São Bento do Sapucaí       | 0.6694                  |
| 593º                     | Santa Rosa de Viterbo      | 0.6691                  |
| 594º                     | Riversul                   | 0.6690                  |
| 595º                     | Potim                      | 0.6683                  |
| 596º                     | Miracatu                   | 0.6681                  |
| 597º                     | Braúna                     | 0.6678                  |
| 598º                     | Paulo de Faria             | 0.6671                  |
| 599º                     | Murutinga do Sul           | 0.6670                  |
| 600º                     | Iperó                      | 0.6661                  |
| 601º                     | Ribeirão dos Índios        | 0.6659                  |
| 602º                     | São João de Iracema        | 0.6657                  |
| 603º                     | Queluz                     | 0.6656                  |
| 604º                     | Óleo                       | 0.6652                  |
| 605º                     | Chavantes                  | 0.6651                  |
| 606º                     | Nova Luzitânia             | 0.6644                  |
| 607º                     | Natividade da Serra        | 0.6620                  |
| 608º                     | Pongaí                     | 0.6615                  |
| 609º                     | Emilianópolis              | 0.6611                  |
| 610º                     | Bananal                    | 0.6606                  |
| 611º                     | Ouro Verde                 | 0.6603                  |
| 612º                     | Arapeí                     | 0.6581                  |
| 613º                     | São José do Barreiro       | 0.6575                  |
| 614º                     | Biritiba-Mirim             | 0.6556                  |
| 615º                     | Tremembé                   | 0.6555                  |
| 616º                     | Sete Barras                | 0.6548                  |
| 617º                     | Sarutaiá                   | 0.6543                  |
| 618º                     | Igaraçu do Tietê           | 0.6527                  |
| 619º                     | Caiuá                      | 0.6510                  |
| 620º                     | Irapuã                     | 0.6474                  |
| 621º                     | Palmares Paulista          | 0.6466                  |
| 622º                     | Mariápolis                 | 0.6444                  |
| 623º                     | União Paulista             | 0.6436                  |
| 624º                     | Getulina                   | 0.6427                  |
| 625º                     | Pirajuí                    | 0.6423                  |
| 626º                     | Espírito Santo do Turvo    | 0.6414                  |
| 627º                     | Ibirarema                  | 0.6412                  |
| 628º                     | Pacaembu                   | 0.6407                  |
| 629º                     | Guaiçara                   | 0.6387                  |
| 630º                     | Santo Anastácio            | 0.6377                  |
| 631º                     | Balbinos                   | 0.6368                  |
| 632º                     | Areias                     | 0.6362                  |
| 633º                     | Gastão Vidigal             | 0.6344                  |
| 634º                     | São João das Duas Pontes   | 0.6294                  |
| 635º                     | Lavrinhas                  | 0.6286                  |
| 636º                     | Marabá Paulista            | 0.6264                  |
| 637º                     | Monte Aprazível            | 0.6250                  |
| 638º                     | Salmourão                  | 0.6164                  |
| 639º                     | Mesópolis                  | 0.6104                  |
| 640º                     | Álvaro de Carvalho         | 0.6075                  |
| 641º                     | Nipoã                      | 0.6020                  |
| 642º                     | Reginópolis                | 0.6004                  |
| Desenvolvimento regular  |                            |                         |
| 643º                     | Lagoinha                   | 0.5925                  |
| Desenvolvimento baixo    |                            |                         |
| nenhum município         |                            |                         |
| Sem dados                |                            |                         |
| Cabrália Paulista        |                            |                         |
| Júlio Mesquita           |                            |                         |